# Jacundá (Pará)
Jacundá é um município brasileiro do estado do Pará. Sua população, conforme estimativas do IBGE de 2018, era de 37 707 habitantes. O município possui suas principais fontes de renda com a extração madeireira, a pecuária e a agricultura. Sua área territorial é de 2 008,315 km2 e está a uma altitude de 108 metros em relação ao nível do mar.
"Arraia" era o nome do local onde hoje encontra-se o município e, devido a construção da Usina Hidrelétrica de Tucuruí, o município que se localizava onde hoje estão as águas represadas do Rio Tocantins, mudou-se para tal localidade às margens da Rodovia Paulo Fontelles.

## História
O município de Jacundá pertence a zona fisiográfica do Rio Itacaiúnas e foi emancipado no início da década de 1960. As suas terras pertenceram, primeiramente, ao município de Marabá e depois ao de Itupiranga. O Vilarejo de "Arraia" surgiu em 1915, por iniciativa do coronel Francisco Acácio de Figueiredo, integrante do grupo que imigrou com Carlos Leitão de Goiás para o Pará em 1894.
Por força do decreto-lei estadual nº 3131 de 1938, Jacundá foi extinto e integrado ao distrito-sede de Marabá. Entretanto, em 1943, teve parte do seu território transferido para o distrito de Itupiranga. Essa situação permaneceu até 29 de dezembro de 1961, quando o município de Jacundá foi desmembrado daqueles dois municípios pela lei estadual nº 2460, tornando-se uma unidade autônoma.
Moradores da antiga Jacundá, então localizada às margens do Rio Tocantins, tinham seus projetos individuais de vida baseados, principalmente, na pesca, criação de gado e agricultura de subsistência, predominando as culturas de arroz, feijão e mandioca.
Na década de 70 surgia a Rodovia PA-150 e a barragem de Tucuruí começava a ser projetada. A abertura da rodovia abriu também novas expectativas de vida para os moradores, ao mesmo tempo que atraiu uma legião de imigrantes.
Jacundá tem duas fases históricas importantes: a primeira começa no dia 29 de dezembro de 1961 — data da emancipação — e se estende até 1980. A segunda começa do ano de 1980 e estende-se até os dias atuais. Esta segunda data refere-se à transferência da sede do município (ainda conhecida como Vila Arraia"), que antes era localizada às margens do Rio Tocantins, para as margens da Rodovia Paulo Fontelles (PA-150), em virtude da necessidade de remanejamento da população ribeirinha do rio Tocantins para a formação do grande lago da Usina Hidrelétrica de Tucuruí. Arraia, na condição de sede municipal, passou a denominar-se Jacundá ainda em 1962, formando o único distrito do município.

## Cultura

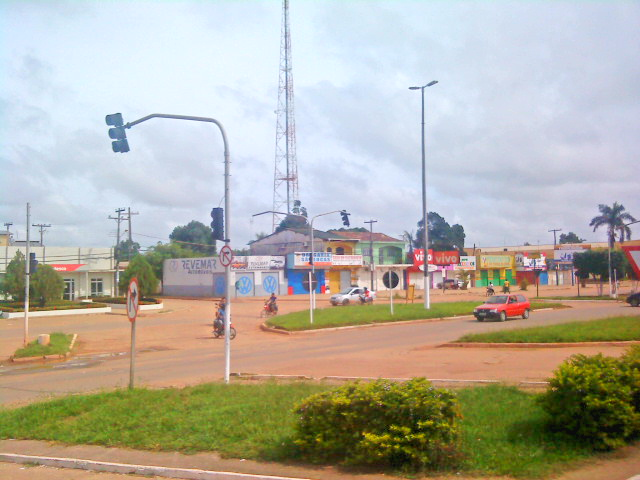
Centro da cidade de Jacundá

O município de Jacundá possui como principal manifestação religiosa a festa em homenagem ao seu padroeiro, São João Batista, comemorado no dia 24 de junho. Outros eventos de caráter popular e religioso ocorrem na cidade, entre eles, festejo de Nossa Senhora do Perpétuo Socorro, realizado em 20 de outubro.
Também é realizado no município de Jacundá uma das maiores trilhas motorizadas da Região Norte do Brasil, a "Trilha TÔ NA PEGA", evento em que centenas de motocicletas, jipes e quadriciclos percorrem as estradas da zona rural, entre trechos de mata e de lamaçais.[carece de fontes?]
A Feira da Indústria Comércio e Agropecuária de Jacundá, conhecida como FEICAJ, é uma forte atração cultural, para a qual, durante uma semana, a população volta suas atenções, tendo como atrações espetáculos musicais noturnos, exposição de gado bovino (matrizes e reprodutores selecionados das fazendas da região), além de barracas de artesanato e de itens do comércio local. Também, durante a feira, realizam-se rodeios com grande presença de público.[carece de fontes?]
O Carnaval de Rua de Jacundá vem se tornando uma forte atração cultural arrastando foliões das várias cidades vizinhas.[carece de fontes?] As festas de junho também se destacam por reunir várias quadrilhas juninas locais.[carece de fontes?]